# Cao Xueqin
Pour les articles homonymes, voir Cao.
Dans ce nom, le nom de famille, Cao, précède le nom personnel.
Œuvres principales
- Le Rêve dans le pavillon rouge

Cao Xueqin (chinois : 曹雪芹 ; pinyin : Cáo Xuěqín ; Wade : Ts'ao Hsueh-ch'in ; EFEO : Ts'ao Siuekin), né à Nankin soit en 1715, soit en 1724 et mort à Pékin soit en 1763, soit en 1764, est un écrivain chinois actif sous le règne de l'empereur Qianlong de la dynastie Qing.
Descendant d'une grande famille déchue, il est l'auteur du grand roman Le Rêve dans le pavillon rouge (紅樓夢) qu'il laissa inachevé et qui fut publié plusieurs années après sa mort.

## La famille Cao
On sait peu de choses sur Cao Xuequin, mais on a davantage de renseignements sur la « dynastie » Cao. Originaires de Liaoyang dans le Liaoning, plusieurs générations de Cao ont habité Shenyang, subdivision de la Mandchourie la plus proche de la Chine. Les deux localités subsistent encore aujourd'hui.
Cao Shixuan
Le père du trisaïeul du romancier, Cao Shixuan, était commandant en chef de la garnison de Shenyang sous la dynastie des Ming, place dont s'emparèrent les Jurchen fondateurs de la dynastie Jin (qui prendra le nom de Qing en 1644), en 1621 et qui passa sous le commandement de Tong Yangxing, fondateur de la nouvelle dynastie (1630). Le capitaine Cao Shixuan, incorporé à la bannière blanche mandchoue, rejoignit Pékin en 1644, et après que le dernier empereur Ming se fut pendu sur la colline de Jingshan (Colline du Charbon au nord de la Cité interdite), les Cao se trouvèrent désormais rattachés à la maison impériale du nouveau souverain : Shunzhi. Cao Shixuan devint préfet de Datong.
Cao Zhenyan
Fils du précédent. Il exerça la fonction d'instructeur militaire des troupes des Jurchen (1630).
Cao Xi
Fils ainé du précédent (1630? - 1684) et également le bisaïeul du romancier, était l'époux de Dame Sun, gouvernante du jeune empereur Kangxi (Xuanye), monté sur le trône à l'âge de huit ans. Nommé au poste d'intendant des soieries impériales de Nankin, il garda cette fonction pendant vingt ans. Considéré comme un haut dignitaire en province, il voyageait en palanquin et fournissait la cour non seulement en soieries mais aussi en informations sur la population, l'administration etc., par voie de rapports secrets.
Cao Yin
Fils ainé du précédent et grand-père du romancier, Cao Yin était le compagnon d'études du jeune empereur Xuanye (Kangxi). Nommé par ce dernier capitaine de la garde impériale à Pékin, il succéda à son père comme intendant des soieries impériale à Nankin de 1692 à 1712. Il partagea avec son beau-frère Li Xu le monopole de l'intendance des soieries qui fit leur fortune. La fille aînée de Cao Yin épousa un prince mandchou de la bannière rouge bordée, et sa deuxième fille un autre prince mandchou.

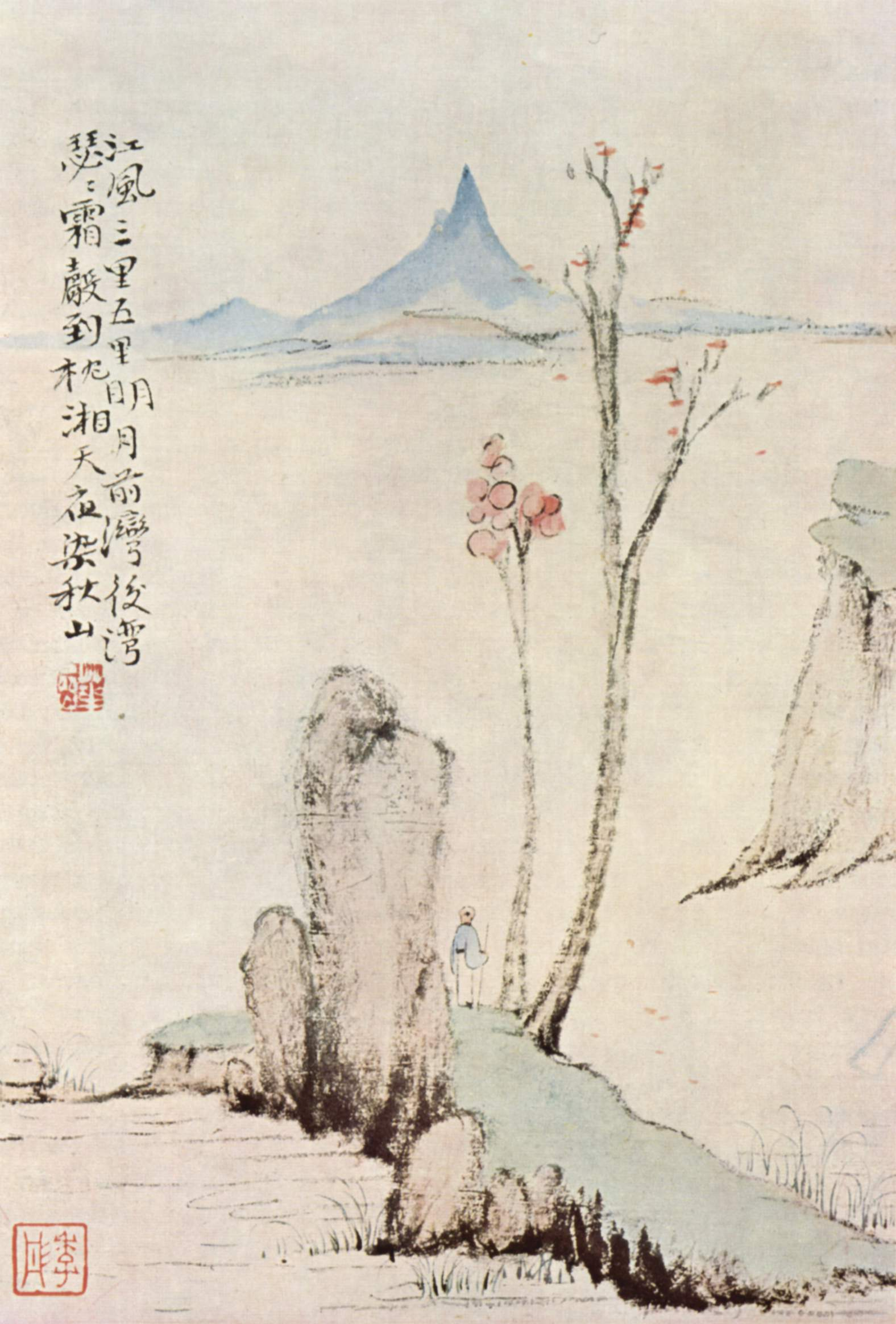
Peinture chinoise 1729

Cao Yin était à la fois poète, collectionneur et éditeur de beaux livres. Il se lia d'amitié avec de nombreux poètes et dramaturges, ce qui devait exercer plus tard une grande influence sur la formation littéraire de son petit-fils Cao Xueqin. Les visites que l'empereur rendit à son grand-père sont évoquées dans Le Rêve dans le pavillon rouge bien que Cao Xueqin était trop jeune à l'époque pour y assister. On suppose qu'il s'est inspiré de récits et descriptions familiales.
Cao Yong
Fils unique du précédent, il succéda à son père au poste d'intendant des soieries de Nankin en 1712. Mais il mourut trois ans plus tard, avant même la naissance de son héritier Cao Fu que sa grand-mère adopta.
Cao Fu
La mort de l'empereur Kangxi, ami des Cao, entraîna un changement de situation radical pour la famille. Le nouvel empereur (Yongzheng) fit contrôler leurs comptes, destituer les deux intendants Li Xu et Cao Fu. Le premier fut exilé en Mandchourie et mourut en 1729, l'autre se retrouva dans le dénuement. Toutefois l'empereur laissa aux Cao leur logement et quelques serviteurs.
Cao Xueqin
Fils de Cao Fu ou de Cao Yong. Les précisions font défaut sur ce point.

## Graphies du nom de l'auteur et significations
Selon l'encyclopédie Larousse, Cao Xueqin peut aussi s'écrire : « Ts'ao Siue-K'in », tandis que le dictionnaire des auteurs offre la graphie : « Ts'ao Tchan » et le surnom « Siue K'in ».
Le nom social de l'écrivain était Qinfu (jardin des cressons) que lui-même a transformé en Xueqin (cresson sous la neige), le vocable qin signifiant en chinois soit : céleri, soit cresson. Ces détails sont utiles pour suivre des traces parfois effacées.

## Biographie de Cao Xueqin

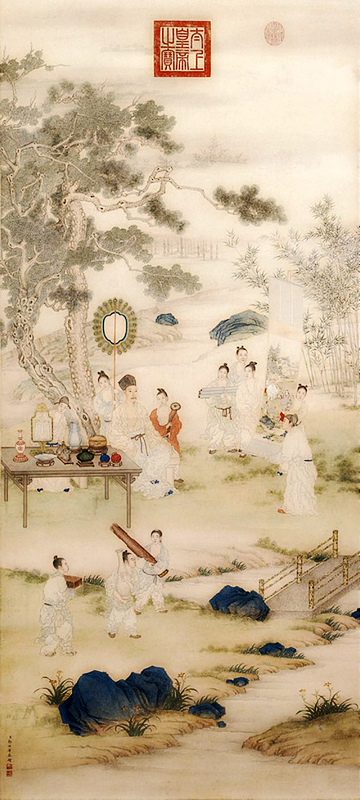
L'empereur Qianlong regardant des peintures

L'auteur connut à la fois la grandeur et le déclin de la famille Cao. Né dans l'opulence de cette dynastie de mandarins, Cao Xueqin (membre d'une des huit bannières mandchoues) vécut dans le luxe jusqu'en 1728, époque pendant laquelle il travailla dans une des manufactures de textiles impériales. Mais l'empereur Qianlong acheva la ruine de la famille commencée par son prédécesseur, l'empereur Yongzheng, et il confisqua tous leurs biens sous prétexte qu'ils avaient contracté des dettes envers le gouvernement. Réduits à la plus profonde misère, les Cao quittèrent la capitale du Sud du pays (Nankin) et Xueqin s'installa dans un quartier pauvre de la banlieue Ouest de Pékin où il vécut seul, en reclus. Voici le portrait que fait de lui, après sa mort, l'écrivain mandchou Yu Rui (ou Si yuan zhai)(1771 - 1828) dans son ouvrage Au gré du pinceau devant la croisée du jujubier :
« J'ai appris, grâce à des amis, parents par alliance de l'auteur, qu'il avait une taille corpulente, un teint sombre, un bagou exceptionnel, à la fois élégant et amusant; que tout ce qu'il évoquait faisait naître le printemps. Suspendu toute la journée à ses récits extraordinaires, l'auditoire n'éprouvait jamais de lassitude. C'est de là que vient le merveilleux de son livre. »
Les informations recueillies sur Cao Xueqin ont été rapportées par ses amis et ses contemporains. Ils nous apprennent qu'il était un grand poète. Dun Cheng, qui était en 1757 douanier dans le Hebei, écrivit une Pensée à l'adresse de Cao Xueqin où il évoque les origines glorieuses de son ami, déplore sa misère actuelle, admire sa poésie qu'il compare à celle de Li He (791-817), poète de l'époque Tang, regrette d'être éloigné de son ami et lui conseille d'écrire son livre au lieu de chercher des aides. On comprend que Cao était dans une misère sordide puisque, toujours selon Dun Cheng, il porte son manteau à l'envers et tient des discours en s'épouillant. La plupart des témoignages rapportent que Cao vivait de ses peintures et que, pendant plus de dix ans, il travailla à une grand œuvre dont ils ne virent rien. Les témoignages des contemporains de Cao Xueqin font actuellement l'objet d'études. Chaque mot, nom de lieu, ou de personne, permettant de retrouver la trace du romancier, est interprété jusque dans les moindres détails.

### Les années d'études
Cao Xueqin a pu être soit membre du personnel administratif du collège impérial, soit simple appariteur, en tout cas il y avait une fonction. Dun Cheng et son frère Dun Min parlent des années passées avec Cao au Humen, qui peut signifier soit collège impérial, soit cour des examens. Plus vraisemblablement (selon Li Tché-Houa), Dun Min, Dun Cheng et un autre ami Bu Zhaisan, auraient passé les épreuves du concours provincial de 1756 à la cour des examens de Pékin. Les quatre candidats devant passer dix jours dans les dortoirs aménagés près de la cour des examens et n'ayant pas le droit d'apporter des livres, ils se seraient liés d'amitié et ils auraient composé des vers qu'ils auraient échangés.

### La peinture de Cao Xueqin
Vers 1760, Cao offrit une de ses peintures représentant un rocher à Dun Min qui écrivit un poème dans lequel il exprime son admiration pour le caractère désinvolte du peintre, installé alors au pied de la Montagne de l'Ouest non loin de Pékin. La vente de ses tableaux était une des ressources financières de Cao qui refusait d'être un peintre officiel. Le rocher est un thème récurrent chez les peintres chinois de toutes les époques.

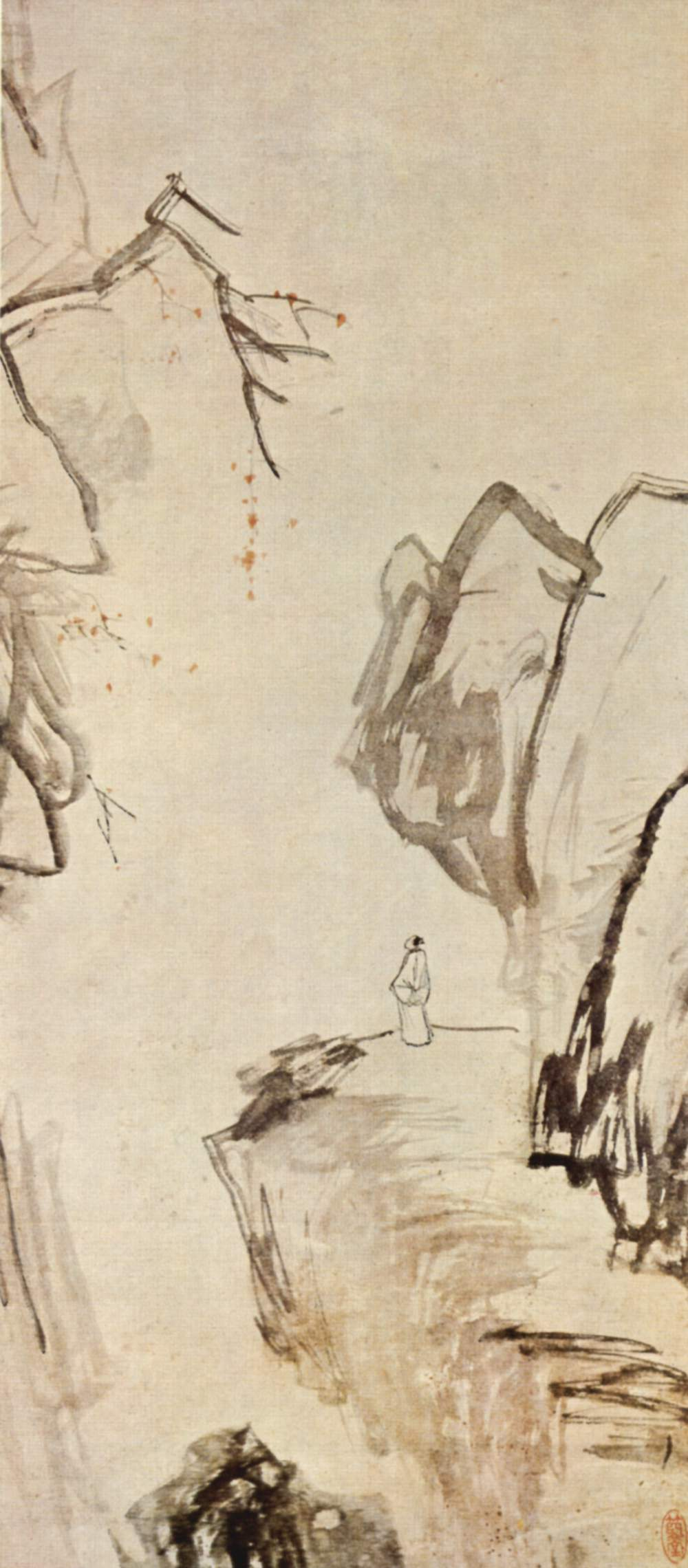
Vue sur un érable rougi au-dessus d'un ravin
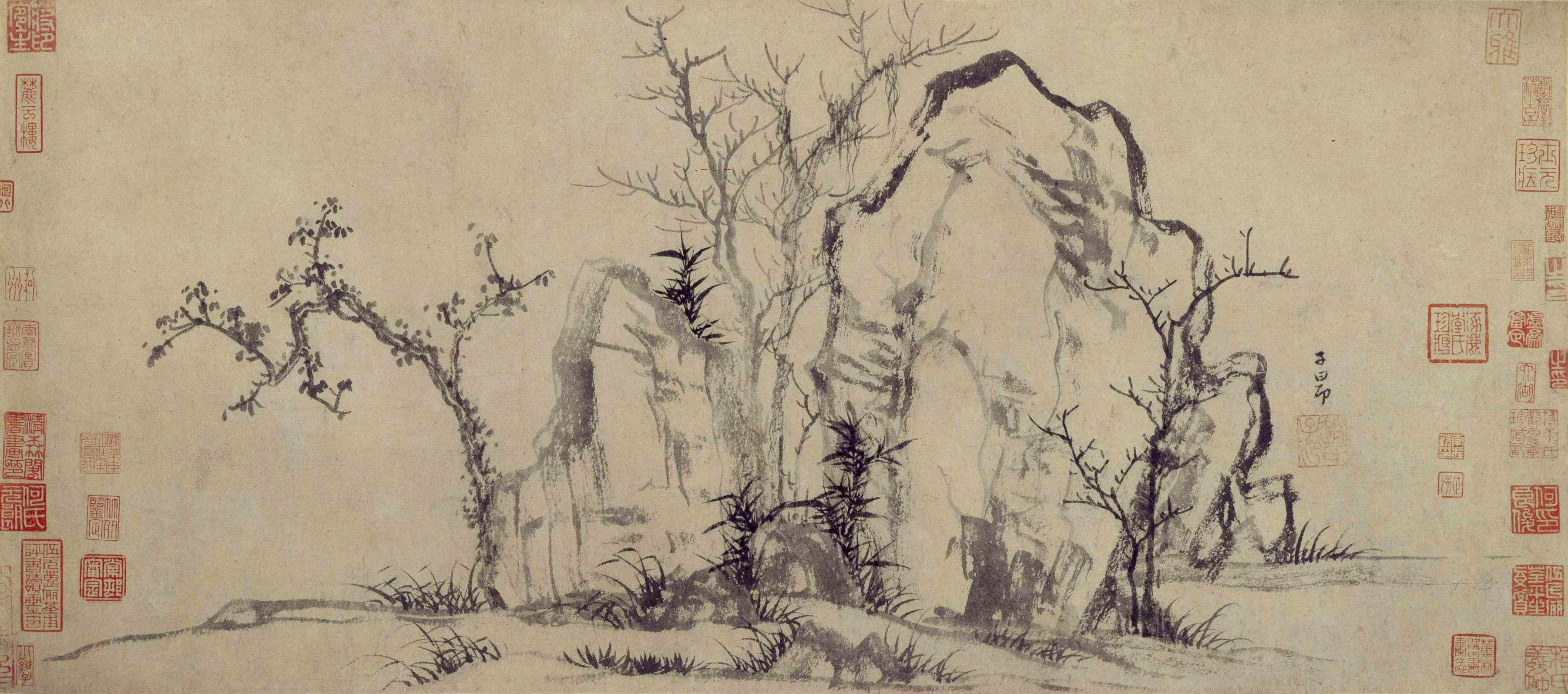
Élégants rochers et arbres
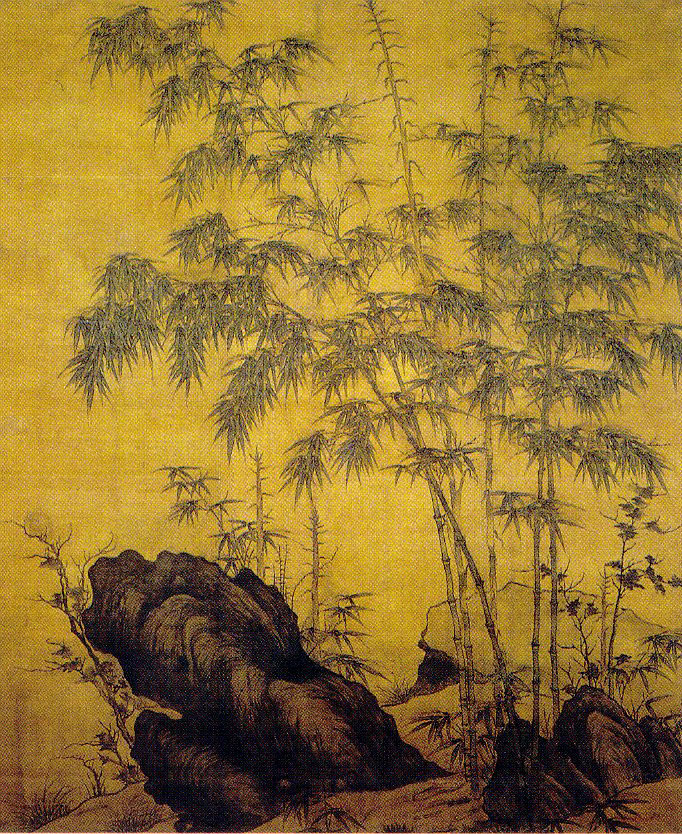
Bambous et rochers
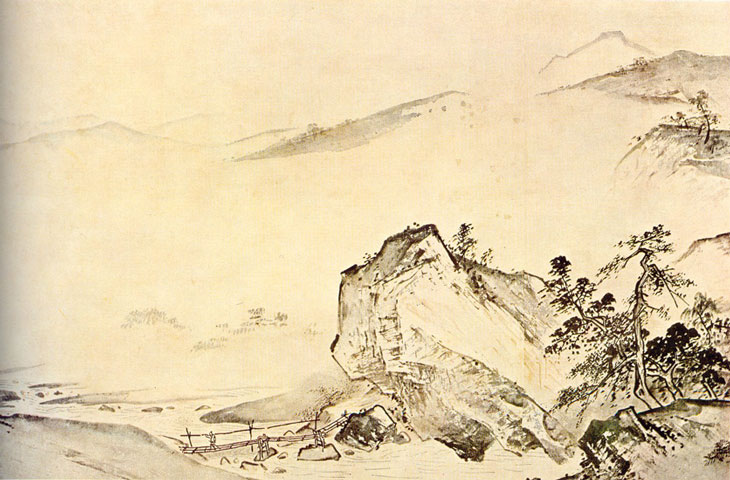
Rochers vus de loin

## L'œuvre et sa découverte
Le Rêve dans le pavillon rouge est une œuvre monumentale comprenant cent vingt récits (ou chapitres), et qui s'étend sur plus de trois mille pages dans la traduction française.
D'après les témoignages d'époque, le manuscrit du Rêve du Pavillon circulait déjà à Pékin sous forme de 80 chapitres tout de suite après la mort de son auteur.
Dès 1791, Cheng Weiyuan (程伟元) et Gao E (高鹗) déclarèrent avoir découvert d'autres manuscrits qui portaient l'ensemble de l'œuvre à 120 chapitres. Ce fut cette version là qui fut imprimée et réimprimée un grand nombre de fois. Certains chapitres ont peut-être été rajoutés à cette époque-là au manuscrit initial, mais il n'existe aucune certitude à ce sujet.
En 1977, grâce à la découverte de deux coffres en bois laqués destinés à ranger des livres, offerts à Cao Xueqin lors de son deuxième mariage (1760), on a retrouvé des écrits autres que Le Rêve dans le pavillon rouge, notamment un poème et une liste de cinq manuscrits calligraphiés par le romancier lui-même :
1. Manuscrit des formules en vers composées pour Fangqing[19], sur les motifs de vannerie ;
2. Album des motifs en couleur dessinés pour Fangqing ;
3. Ébauche de motifs de vannerie dessinées par Fangqing ;
4. idem ;
5. Album des ébauches de motifs pour satin broché dessinées par Fangqing.

Les deux premiers manuscrits sont des œuvres de Cao composées pour sa nouvelle épouse. Transférant à la vannerie la technique des soies tissées, il avait dessiné pour sa femme des motifs en s'inspirant de somptueux tissus et il avait rédigé pour elle un manuel pratique en vers. On ne sait rien du premier mariage de Cao, mais les traces laissées par sa deuxième épouse permettent de supposer une parfaite harmonie avec Fangqing, harmonie interrompue par la mort de l'auteur dont Fangqing écrit dans une élégie funèbre :
«  Ce n'est pas ta femme, mais l'alcool qui a causé ta perte. Le van avait prédit le double malheur apporté par le bélier noir. En rangeant ces coffres, je suis affligée par la vue de ces objets. J'ai dû vendre mon troupeau pour ta mise en bière. »
La veuve déplore aussi de n'avoir pas le talent de son époux pour continuer son roman : Le Rêve. Il ressort de ces documents que Cao Xueqin serait mort alcoolique, inconsolable semble-t-il de la mort du fils qu'il avait eu de son premier mariage.
Selon ses contemporains, Cao Xueqin était un génie excellant dans des disciplines aussi diverses que le roman, la poésie, la peinture, la calligraphie, la musique (il jouait de la cithare), le chant et le théâtre. De tous ses travaux, seul le roman Le Rêve dans le pavillon rouge a pu nous parvenir.

## L'histoire contemporaine des manuscrits
Il existe aujourd'hui douze copies anciennes du Rêve exécutées d'après les originaux aujourd'hui disparus. La première, autrefois propriété de Liu Quanfu, collectionneur, est maintenant à New York chez les descendants de Hu Shi. Elle contient seize récits édités sous le titre Mémoires d'un roc en 1961 (Taibei) et 1967 (Pékin). La deuxième mentionne sur la dernière page : Fin du récit XXXIV du Rêve dans le pavillon rouge, copie fragmentaire de quarante récits, complétée par d'autres récits découverts en 1791, et en 1959, éditée à Pékin en 1979. Dans la troisième copie, faite d'après la précédente, les chapitres n'ont pas de titre. La quatrième a été rapportée en Russie en 1832 par Pavel Kurliandtsov. Elle fut conservée à la bibliothèque de l'Institut des Peuples de l'Asie dans l'annexe de Leningrad après la révolution bolchevique. La cinquième, dite copie de Shanghai, comprend les quatre-vingt chapitres dont on a tiré deux éditions (1912 et 1920). Elles portent le titre Rêve dans le pavillon Rouge, version originale selon une copie du début de la dynastie mandchoue. On a également tiré deux fac-similés à partir de la copie primitive des quarante premiers chapitres, que l'on croyait détruite dans un incendie (Pékin 1975) (Taibei 1977). La sixième est une copie antérieure à celle de Shanghai dite copie du palais mongol. La septième est la copie de Nankin, avec une préface de Qi Liaosheng. La huitième copie, de la collection Jing Yingkun a disparu. Elle n'est connue que par les travaux de Zhou Ruchang. La neuvième, dite copie de jiachen (1784) a été découverte dans les années 1950 dans le Shanxi. C'est la première qui remet en usage le titre d'origine. La dixième dite de Gao Lanshu yue ben, a été acquise par le Centre de recherches littéraires de l'Académie des sciences de Chine. La onzième, copie de jiyou (1789) comporte une préface de Shu Yuan Wei datée de 1789. Le préfacier indique qu'il a complété la cinquantaine de chapitres en sa possession pour aboutir aux quatre-vingts du manuscrit. La douzième est une copie de la collection Zheng Zhenduo dont il ne subsiste que deux récits.
À ces douze copies, il faut ajouter deux éditions plus anciennes dont découlent toutes les autres ; la première édition Cheng Weiyuan présentant un texte de cent vingt récits préfacés par l'éditeur et par Gao E. (1791), la deuxième édition de Cheng Weiyuan avec une introduction rédigée en 1792 par les mêmes éditeurs.
Des ouvrages techniques de Cao Xueqin ont également été retrouvés, dont Me Wu Enyu présente le contenu. Le manuscrit appartenait à un prince mandchou qui le vendit à un collectionneur japonais en 1944. Le manuscrit a pu être recopié et calqué partiellement. Il s'agit de :
- Art sigillaire, fabrication et gravure des sceaux ;
- Méthode de fabrication des cerfs-volants du Sud et du Nord, (rédigée en formules versifiées, illustrées en couleurs) ;
- Traité de vannerie (également versifié et destiné à l'enseignement des illettrés et des aveugles) ;
- Traité de modelage et de sculpture en argile ;
- Traité de rentrayage ;
- Aménagement des jardins d'agrément ;
- Art culinaire.

## Postérité
Cao Xueqin, par la forme et le style de son œuvre, est la référence incontournable en matière de roman chinois. Lao She s'est inspiré de cette fresque générationnelle pour son roman-fleuve : Quatre générations sous un même toit, et ce n'est pas un hasard si, à la lecture de son texte (en trois volumes fournis), Le Clézio a remarqué qu'il était « le roman le plus chinois de l'auteur ». On retrouve encore l'influence de Cao dans Familles de Ba Jin qui reprend le style du roman-fleuve avec pour sujet la destinée de plusieurs générations d'une même famille.

### Traductions
- Joly, H. Bencraft, The Dream of the Red Chamber vol I, éd. Kelly and Walsh, Hong Kong 1892, vol II, Macao, 1893
- Chi-chen Wang, Dream of the Red Chamber, éd. Doubleday, Doran and company, New York, 1929
- Franz Kuhn, Der Traum der roten Kammer, éd. Inselverlag, Leipzig, 1932
- Armel Guerne, Le Rêve dans le pavillon rouge, 2 vol. éd. Guy Le Prat, Paris, 1957
- Florence et Isabel Mac Hugh, The Dream of the Red Chamber, éd. Panthéon, New York, 1957 ; Routledge and Keang, Londres, 1958.
- V.A. Panasynk, Le Rêve dans le pavillon rouge (traduction en russe), Maison d'édition d'État, Moscou, 1958
- David Hawkes, The story of the stone, Penguin books, New York, 1973-1977
- Yang Hsien-Yi et Gladys Yang, A Dream of the Red Mansions, éd Foreign Languages Press. 3 vol. Pékin, 1978-1979
- Li Tche-houa et Jacqueline Alézaïs, révision André d'Hormon, Le rêve dans le pavillon rouge, Unesco-Gallimard, coll. "La Pléiade", 1979-1981, 1792 et 1696 p., 199 gravures

### Études
- A.Ying, Album d'illustration du Rêve dans le pavillon rouge, éd. Shanghai chuban gongsi, Shanghai, 1955
- Wu Enyu, Huit documents relatifs à Cao Xueqin. éd. Gudian wenxue chubanshe, Shanghai, 1958
- Youguan, Cao Xueqin shizhong dix documents relatifs à Cao Xueqin, éd. Zhonghua shuju, Pékin, 1963
- Cao Xueqin et le Rêve dans le pavillon rouge. Recueil d'articles sur l'auteur et son œuvre. édition Zhonhua shuju, Hong Kong, 1972
- Documents historiques relatifs à la famille Cao à l'Intendance des tissages de Nankin, conservés dans les archives, éd. Zhonghua shuju, Pékin, 1975
- He Qifang, Sur le Rêve dans le pavillon rouge, éd. Renmin wenxue chubanshe, Pékin, 1963
- Yu Su, Bibliographie du Rêve dans le pavillon rouge, éd Gudian wenxue xhubanshe, Shanghai, 1958
- Influence du bouddhisme dans le Rêve du pavillon rouge, éd Shanghai wenyi chubanshe, Shanghai, 1979